# Delman Cajiao
Delman Cajiao (Caloto, Cauca, Colombia, 3 de agosto de 1996) es un futbolista colombiano que juega como centrocampista y su equipo actual es el Valledupar Fútbol Club de la Categoría Primera B de Colombia.

## Clubes
| Club            | País     | Año             | PJ | Goles |
| --------------- | -------- | --------------- | -- | ----- |
| Deportes Tolima | Colombia | 2015 - 2017     | 4  | 0     |
| Bogotá F.C.     | Colombia | 2017            | 3  | 0     |
| Valledupar F.C. | Colombia | 2019 - Presente | 22 | 0     |